# Серейский, Марк Яковлевич
Марк Яковлевич Серейский (30 апреля 1885, Варшава — 21 января 1957, Москва) — советский психиатр, доктор медицинских наук (1935), профессор (1925). Ученик П. Б. Ганнушкина.

## Биография
Окончил физико-математический факультет Петербургского университета в 1910, затем изучал медицину в Мюнхене. В 1914 окончил медицинский факультет Московского университета. В 1919—1922 сотрудник Биохимического института Наркомздрава РСФСР под руководством А. Н. Баха. С 1925 заведующий кафедрой психиатрии Государственного дефектологического института в Москве. В 1930—1934 заведующий кафедрой психиатрии Ростовского медицинского института. В 1935—1951 заведующий кафедрой психиатрии ЦИУВ. Во время Великой Отечественной войны организовал в Таджикской ССР первую в СССР психиатрическую больницу и первый тыловой специализированный госпиталь для раненых в голову. В 1951—1957 заведующий клиникой Института психиатрии Минздрава РСФСР.
В начале марта 1953 арестован по «делу врачей», в конце апреля освобожден.
Похоронен на Ваганьковском кладбище (9 уч.).

## Научная деятельность
Один из первых психиатров в СССР, применивших активную терапию психических болезней. Инициатор разработки метода лечения психозов длительным сном; изучил механизмы действия инсулинового и электрошокового методов и уточнил показания к их применению; разработал типологию ремиссий при шизофрении; провел исследования по методологии психиатрии, проблемам клиники, патогенеза, дифференциальной диагностики и терапии эпилепсии (предложил в качестве лекарства смесь препаратов, названную его именем).

## Публикации
- Серейский М. Я. Учебник психиатрии. М.-Л., 1928; М., 1934; 5-е изд., М., 1946 (совм. с М. О. Гуревичем);
- Серейский М. Я. Химия нервной системы. М., 1936;
- Серейский М. Я. Стимуляторы нервной системы. М., 1937; М., 1943;
- Серейский М. Я. Лечение шизофрении. М., 1938;
- Серейский М. Я. Экспериментальный сон. М., 1939.
- Серейский М. Я. Новые пути диагностики и лечения эпилепсии. М., 1945;
- Серейский М. Я. Терапия психических заболеваний. М., 1948.